# Sant'Andréa-di-Bozio
Sant'Andréa-di-Bozio é uma comuna francesa na região administrativa de Córsega, no departamento da Alta Córsega. Estende-se por uma área de 24,03 km². 